# Grandidierella perlata
Grandidierella perlata is een vlokreeftensoort uit de familie van de Aoridae. De wetenschappelijke naam van de soort is voor het eerst geldig gepubliceerd in 1938 door Schellenberg.